# Luzia Kessler
Luzia Kessler (* 20. Februar 1999) ist eine Schweizer Unihockeyspielerin, welche derzeit beim Nationalliga-B-Verein Floorball Uri spielt.